# برهنه می‌بینم
برهنه می‌بینم (ایتالیایی: Vedo nudo) یک فیلم آنتولوژی کمدی ایتالیایی به کارگردانی دینو ریسی است که در سال ۱۹۶۹ منتشر شد و به موفقیت تجاری چشمگیری دست یافت. نینو مانفردی که در این فیلم در ۷ نقش مختلف ظاهر شد، بابت نقش‌آفرینی در این فیلم برندهٔ جایزه دیوید دی دوناتلو بهترین بازیگر مرد شد. دو دنبالهٔ غیررسمی این فیلم، سکس تا چه حد سرگرم‌کننده است؟ و سکس و لذت هستند که هر دو توسط دینو ریسی کارگردانی شد.

## گزیدهٔ بازیگران
- نینو مانفردی
- سیلوا کوشچینا
- انریکو ماریا سالرنو
- نرینا مونتانیانی
- ورونیک وندل
- دانیلا جوردانو
- اومبرتو دورسی
- لوکا اسپورتلی
- جان کارلسن